# Obervogtland
Mit dem Begriff Obervogtland wurden kurz nach der Wende die beiden Landkreise Klingenthal und Oelsnitz bezeichnet. 
Da für diese beiden Landkreise als Unterscheidungszeichen für die Kennzeichen der Kraftfahrzeuge einheitlich die Buchstabenkombination OVL festgelegt wurde, wurde der Begriff Obervogtland überregional bekannt.
Das gesamte Vogtland sollte zum 1. August 1994 ursprünglich in die neuen Landkreise Elstertalkreis und Göltzschtalkreis eingeteilt werden. Da die Bevölkerung diesen Wünschen des Gesetzgebers nicht zugeneigt war, wurde ein gemeinsamer Vogtlandkreis – wenn auch verspätet – zum 1. Januar 1996 gebildet. Plauen, die Kreisstadt des neuen Landkreises, wurde am 1. August 2008 in ihn eingegliedert.
Kurz nach der Bildung des neuen Vogtlandkreises wurde die Vergabe des Unterscheidungszeichens OVL gestoppt. Der Begriff Obervogtland ist seitdem vom Begriff Vogtland zunächst sehr stark zurückgedrängt worden. Seit dem 9. November 2012 wird das Unterscheidungszeichen OVL wieder neu – diesmal auf Wunsch im gesamten Vogtlandkreis – zugeteilt.
Hingegen umfasst der weiterhin häufiger gebrauchte Begriff Oberes Vogtland das Gebiet des ehemaligen Landkreises Klingenthal und den Südosten des ehemaligen Landkreises Oelsnitz (siehe nebenstehende Zeichnung). 